# 류오촌 (사가현)
류오촌(竜王村)은 일본 사가현 기시마군에 있던 촌이다. 현재의 다케오시의 일부에 해당한다.

## 역사
- 1889년 4월 1일 - 정촌제 시행에 의해 기시마군 류오촌이 성립하였다.
- 1955년 4월 1일 - 니시키에촌과 합병해 아리아케촌이 신설되어 폐지했다.

## 참고문헌
- 角川日本地名大辞典 41 佐賀県
- 『市町村名変遷辞典』東京堂出版、1990年。